# De Schoolmeester (Westzaan)
De Schoolmeester te Westzaan is de laatste papiermolen ter wereld die op windkracht functioneert. De molen staat aan de doodlopende oude Guisweg en aan de Gouw en is zichtbaar vanaf Rijksweg 8.
De molen werd oorspronkelijk in 1692 gebouwd en is tegenwoordig nog dagelijks in gebruik. Er wordt op ambachtelijke wijze Zaansch Bord, een papiersoort, vervaardigd. De eigenaar is sinds 1976 de Vereniging De Zaansche Molen. De molen is als zeskant opgetrokken, een zeldzaamheid, slechts zeven andere molens in Nederland hebben ook een zeskante constructie.

## Geschiedenis
De Schoolmeester is sinds de bouw in 1692 voortdurend in bedrijf geweest voor papierproductie.
In 1852 kwam De Schoolmeester in bezit van Gerbrand de Jong. In 1871 kwam hij in het bezit van zijn twee zoons, die de firmanaam Gebroeders de Jong gebruikten. Deze firmanaam bleef sindsdien in gebruik. In 1877 werd de molen gemoderniseerd: de schepkuipen werden vervangen door een langzeefmachine. Voor de aandrijving van deze machine werd een stoommachine geïnstalleerd. Deze is in 1948 vervangen door een Ford benzinemotor, die tot 1964 dienstdeed. Van 1964 tot 1979 werd de machine aangedreven door een Bernard dieselmotor; sindsdien draait hij op een elektromotor.
Op 28 augustus 1957 is De Schoolmeester door de Vereniging van Nederlandsche Papierfabrikanten aangekocht van de N.V. Papier- en Papierwarenindustrie Gebr. de Jong. Het bedrijf huurde vanaf die dag de molen van de vereniging. In 1976 is de molen overgedragen aan de Vereniging De Zaansche Molen.

## Inrichting

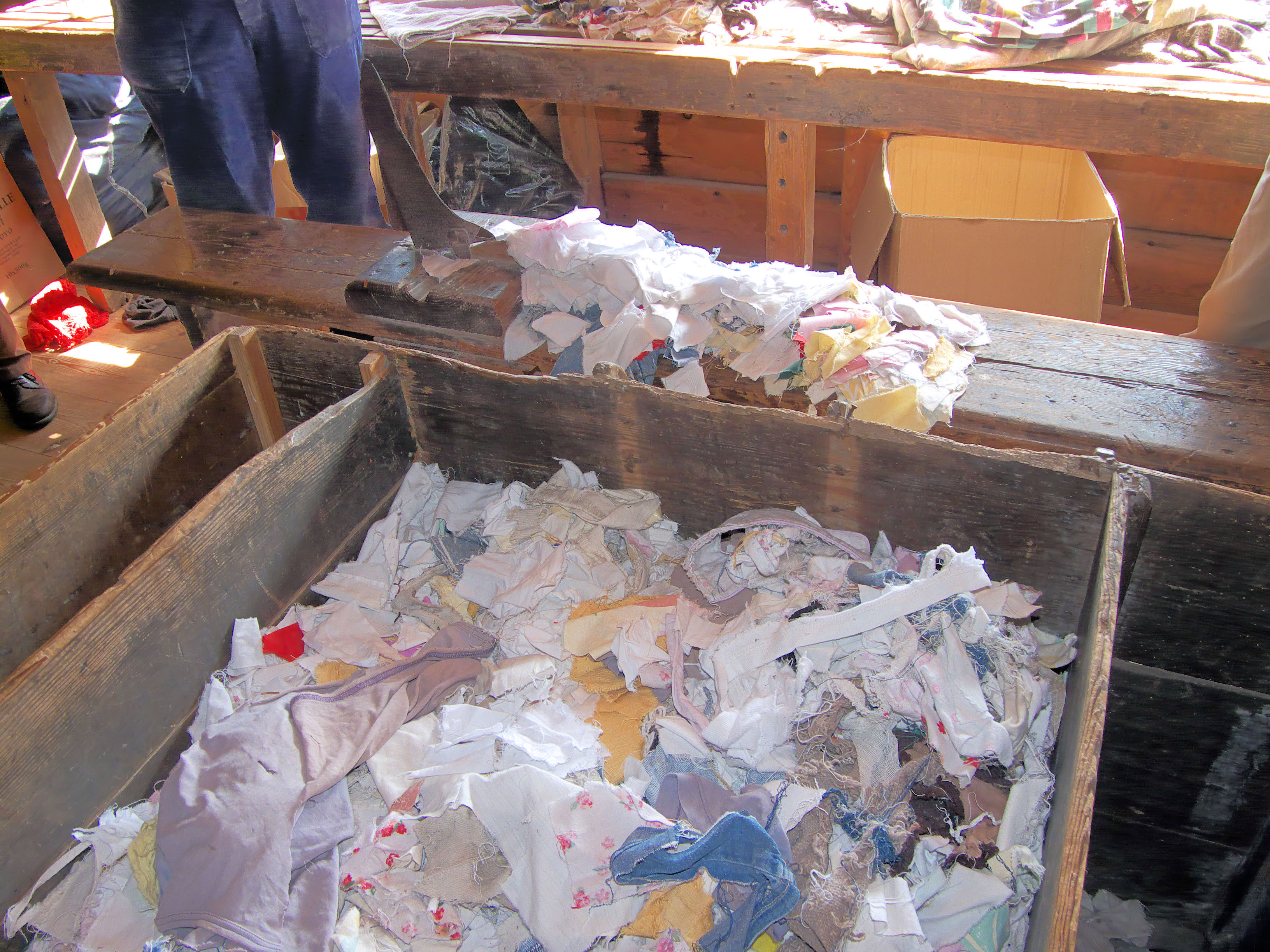
Scheurbank met sorteerkist

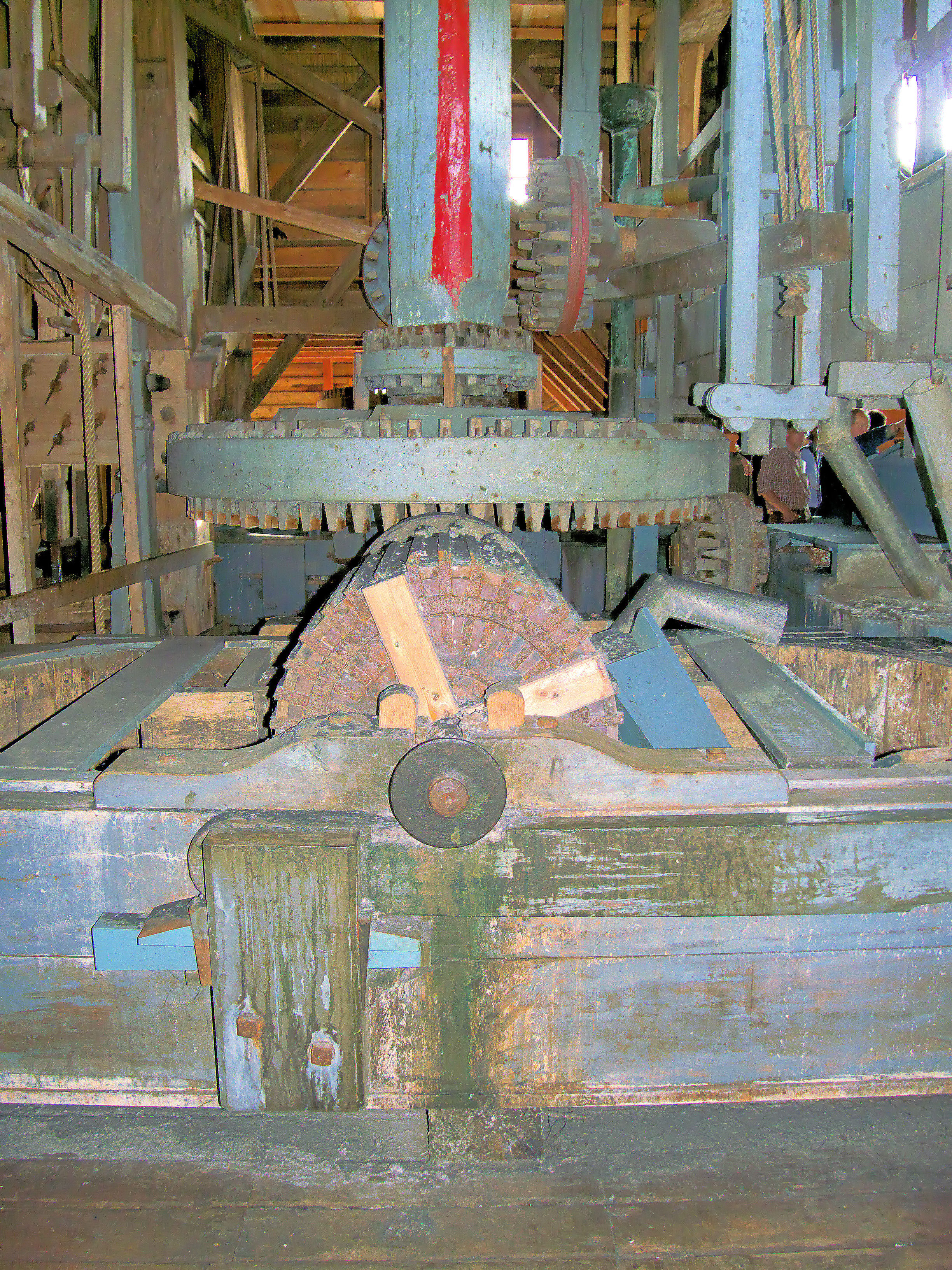
Koningsspil met rondom de maalbakken en links de kapperij

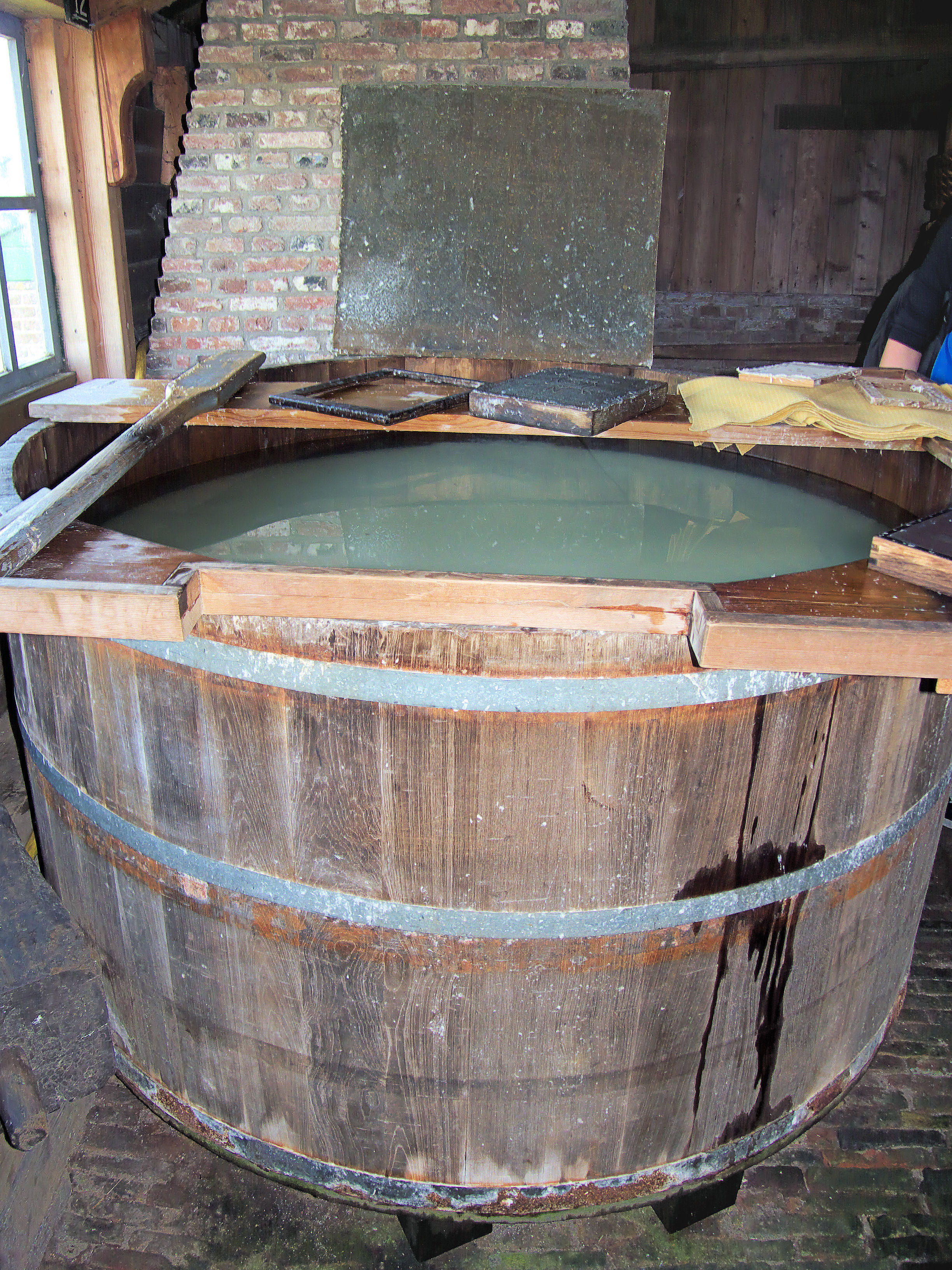
Schepkuip

Aan de waterkant bevindt zich de zogenaamde voddenschuur, waar de lompen en andere grondstoffen binnenkomen. Deze worden met de hand gesorteerd en in het scheurhok in kleine stukjes gescheurd, om vervolgens in de kapperij verder te worden fijngehakt. In de kapperij staat een stamperton met een metalen bodem, die op een stuitblok ronddraait. De stampers worden door een wentelas met spaken aan de vuisten opgetild om vervolgens door hun gewicht naar beneden te vallen. Door een balk, de onderree, worden ze opgevangen, waardoor de messen van de stampers niet op de bodem van de stamperton kunnen vallen, maar er tot ongeveer 1,5 cm boven tot stilstand komen. Het mes van een buitenste stamper, de wroeter, staat verdraaid waardoor de stukjes stof tijdens het draaien van de stamperton worden omgewoeld. De stamperton wordt tijdens het stampen door een tandkrans aan de onderzijde langzaam rondgedraaid. De tandkrans wordt rondgetrokken door de haalder, die aan de bestevaar hangt. De bestevaar wordt ook bediend door de wentelas.
Oud papier wordt met de kantstenen vermalen.
Rond de koningsspil bevinden zich aan de noord-, west- en zuidzijde de drie zogenaamde hollanders of maalbakken, waarin de inhoud uit de stamperton, vermengd met water, wordt vermalen tot losse vezels. Doordat een maalrol met messen over een op de bodem van de bak liggende maalplaat draait worden de vezels los gewreven. De hoogte tussen de messen van de maalrol en de maalplaat kan naar behoefte ingesteld worden met behulp van de binnen- en buitenlicht. In de scherpkamer die tegenover de noordelijke maalbak ligt en ook als molenaarsverblijf werd gebruikt worden de maalplaten geslepen. Vroeger gebeurde dat met beitel en hamer, tegenwoordig met een slijptol. Ook de messen van de maalrol moeten regelmatig gescherpt worden. Om te voorkomen dat er ijzerdeeltjes van de messen en maalplaat met de papierbrei meegaan zijn er magneten geïnstalleerd, die de ijzerdeeltjes verwijderen. IJzerdeeltjes geven namelijk roestvlekjes in het papier.
Hierna gaat het product via een goot uitlekken in zogenaamde verzijgkasten met een houten vloer, waardoorheen het water uitlekt. Deze verzijgkasten worden in perioden met veel wind gevuld en in tijden met minder wind geleegd.
In een roerbak wordt de papierstof opnieuw met water gemengd om het te kunnen gebruiken voor handmatige of machinale papierproductie. Voor handmatige productie is een met turf verwarmde schepkuip aanwezig. Door het water tot handwarmte te verwarmen loopt het water sneller door het schepraam, waardoor de productie hoger is. Tijdens het handmatig scheppen moet het schepraam langzaam heen en weer bewogen worden waardoor de vezels zodanig komen te liggen dat het papier zijn sterkte krijgt. Het geschepte papier wordt om en om op viltdoeken gelegd, waarna het onder de natpers wordt geplaatst. Voor machinale productie is er een in 1877 geplaatste langzeefmachine aanwezig. Deze machine kan niet door de molen worden bediend, omdat de molen door de wisselende windsterkte hiervoor niet regelmatig genoeg draait. Daarom werd er een stoommachine in de schuur geplaatst en de ketel daarvoor in een ketelhuis naast de schuur. De fundamenten waarop het ketelhuis gestaan heeft zijn aan de zuidzijde van de schuur nog te zien. Via een goot valt de vezelbrei uit de roerbak op de langzaam ronddraaiende zeefband van de langzeefmachine. Aan het eind van de zeefband wordt het natte papier om een rol gewikkeld, waarna het bij het bereiken van de gewenste dikte wordt doorgesneden en de vellen op elkaar gelegd voor plaatsing onder de natpers.
In de bovenkant van het perswiel wordt een balk geplaatst, die met behulp van de kaapstander wordt rondgetrokken, waardoor er een persdruk op het natte papier tot ongeveer 30 ton kan worden uitgeoefend. Na het persen wordt het papier voor verder drogen in de droogschuur over vetvrij vijgentouw gehangen. Na 3 tot 30 dagen, afhankelijk van het weer, is het papier droog. Na het wegkrabben van nog aanwezig klein vuil, het verlezen, worden de vellen vlak gemaakt door de twee kalanders, die door het eind van de 17 meter lange wentelas worden aangedreven. De kalanders hebben pokhouten rollen, waar de vellen 3 tot 4 keer tussendoor gaan. De nu gladde vellen papier worden in de droogpers geplaatst en vervolgens ingepakt.
Een groot gedeelte van het gebouw is ingericht als droogschuur. Hier hangt het papier te drogen.

## Molen

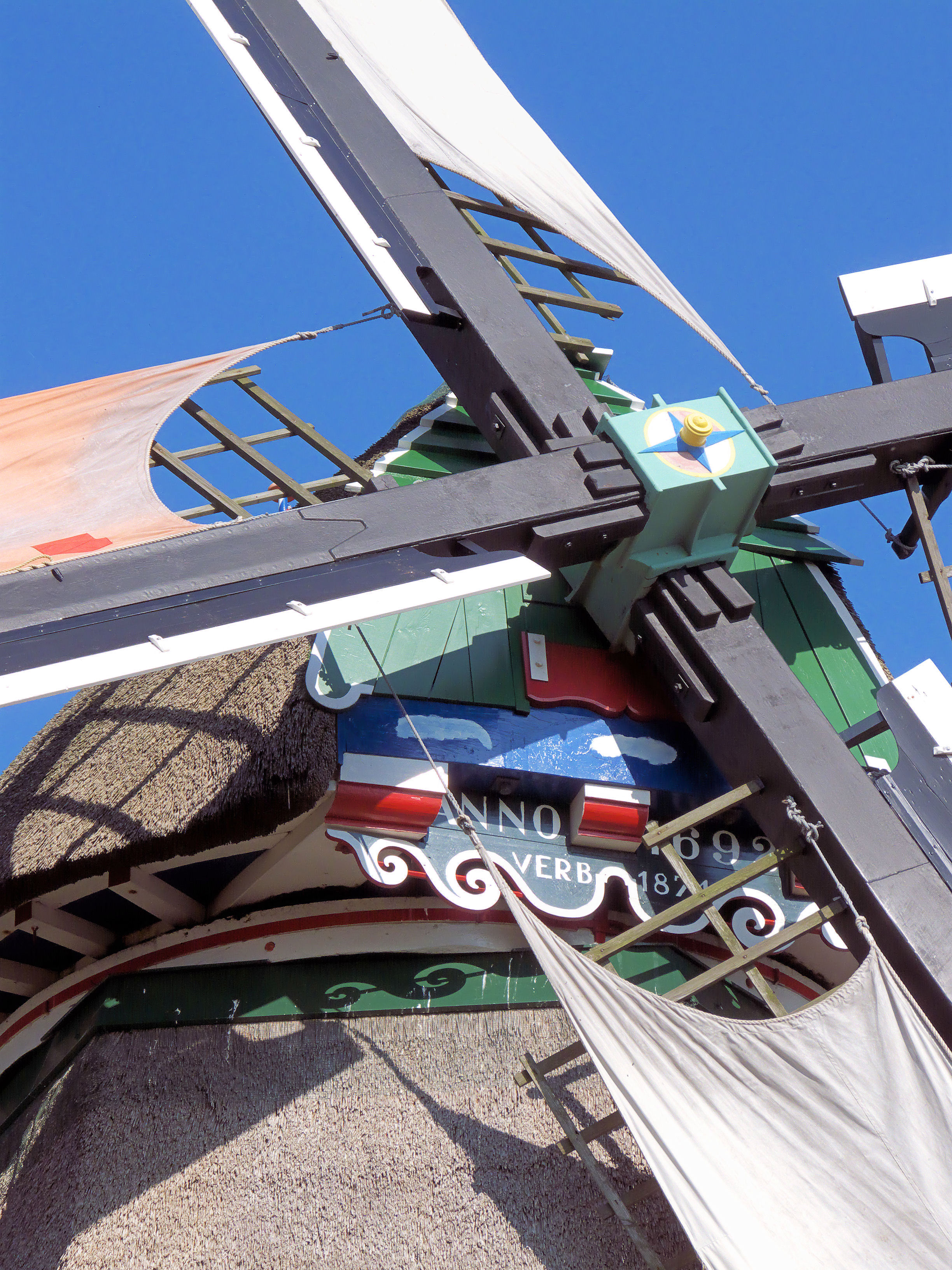
Buitenroede met klinknagels (potroe). Is vervangen door een gelaste.

De molen is een houten zeskantige, stellingmolen zonder ondertafelement, waarbij de zeskantstijlen doorlopen tot onder de stelling alwaar ze op penanten op de begane grond staan. De molen heeft vier bintlagen. Een zeskant heeft per bintlaag drie gebinten, waarbij per verdieping de twee vaste bintbalken evenwijdig aan elkaar liggen en de losse bintbalk, de koningsbint, precies door het midden van de molen loopt. Deze bintbalk is krom, omdat hij anders niet langs de koningsspil loopt. Het is tevens een buitenkruier. Het aanwezige, eiken boventafelement komt echter wel uit een binnenkruier. De gaten van de kruikrammen zijn nog aanwezig. De velden zijn versterkt met nog drie extra veldkruisen per veld.
Het gevlucht is oud-hollands opgehekt. De buitenste roede was een 20,70 m lange potroe (geklonken ijzeren roede) uit 1902 en de binnenste een 20,70 m lange, gelaste ijzeren Beudeker-roede uit 1957. De roede wordt bij de molen in rust vastgezet aan ogen, die bevestigd zijn op het platte dak van de molen, de platting. De wieken kunnen of met de hand op de wind worden gezet met een kruihaspel of met behulp van een elektromotor. De kap heeft een neutenkruiwerk, waarbij de neuten op vrij grote afstand van elkaar liggen. Op 27 februari 2014 is tijdens het malen de binnenroede na bijna 56 jaar gebroken en is er een wiek afgevallen. In 2013 is de potroede vervangen door een gelaste stalenroede van de firma Vaags met roedenummer 285.
De vang is een uit vier stukken bestaande stutvang, waarmee de molen stilgezet kan worden. De vang wordt bediend met een wipstok die versierd is met prinsjeswerk. De gelichte vangbalk ligt op een duim. De vangbalk is voorzien van een trekvang.
De gietijzeren bovenas is uit 1860. Het bovenwiel drijft de bovenbonkelaar van de koningsspil aan. Op de koningsspil zitten de diverse aandrijfwielen. Op de verdieping onder de kapzolder zit de bonkelaar voor de aandrijving van het krukwiel van de waterpomp. Een verdieping lager zit de bonkelaar voor de aandrijving van het wentelwiel van de kapperij. Onderaan de koningsspil zit op de begane grond het onderwiel dat de drie bakwielen van de maalbakken, het wiel van de lange as van de kalander en het wiel van de as van de kantstenen aandrijft.

### Afbreken roede
Op donderdag 27 februari 2014 is een van de twee roeden (waar de wieken aan bevestigd zijn) gebroken tijdens het malen. Deze roede was aan één zijde volledig doorgeroest. De molen heeft een tijd gedraaid met een enkele roede, na reparaties van het molenlijf en de papierbakken is een tweede roede gefabriceerd en geïnstalleerd. De molen draait nu dus weer met twee roeden.

## Foto's

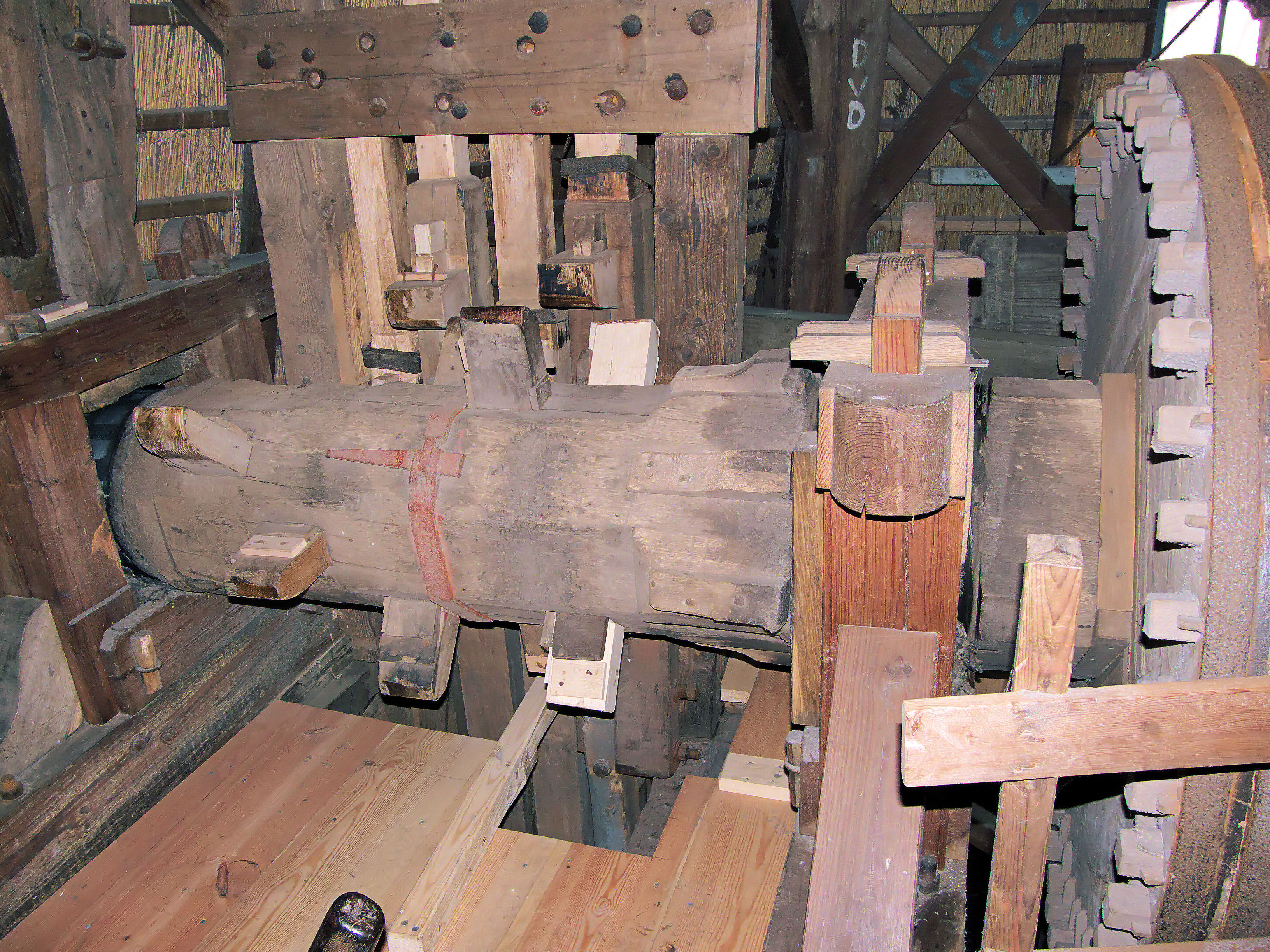
Wentelas kapperij
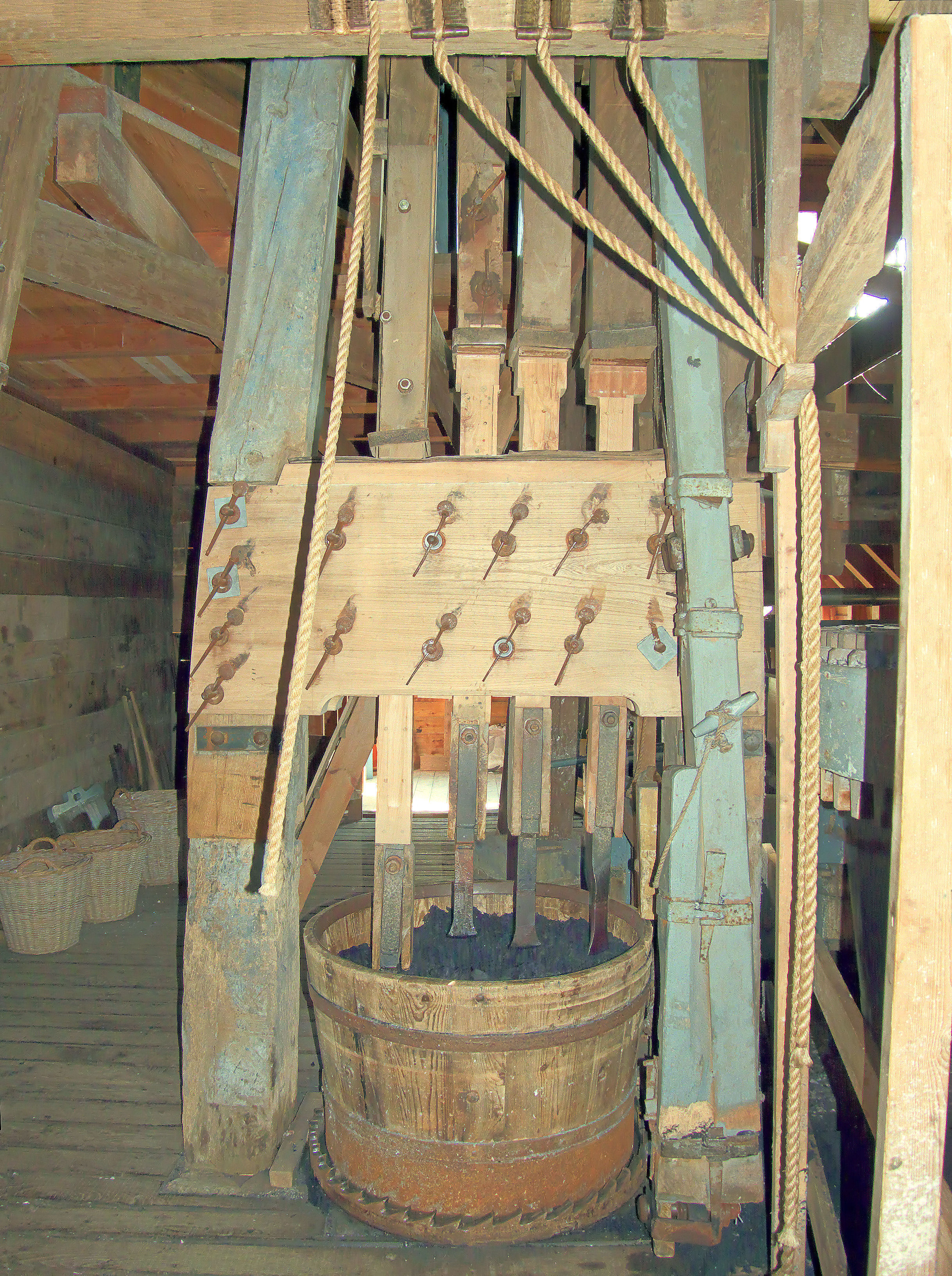
Kapperij
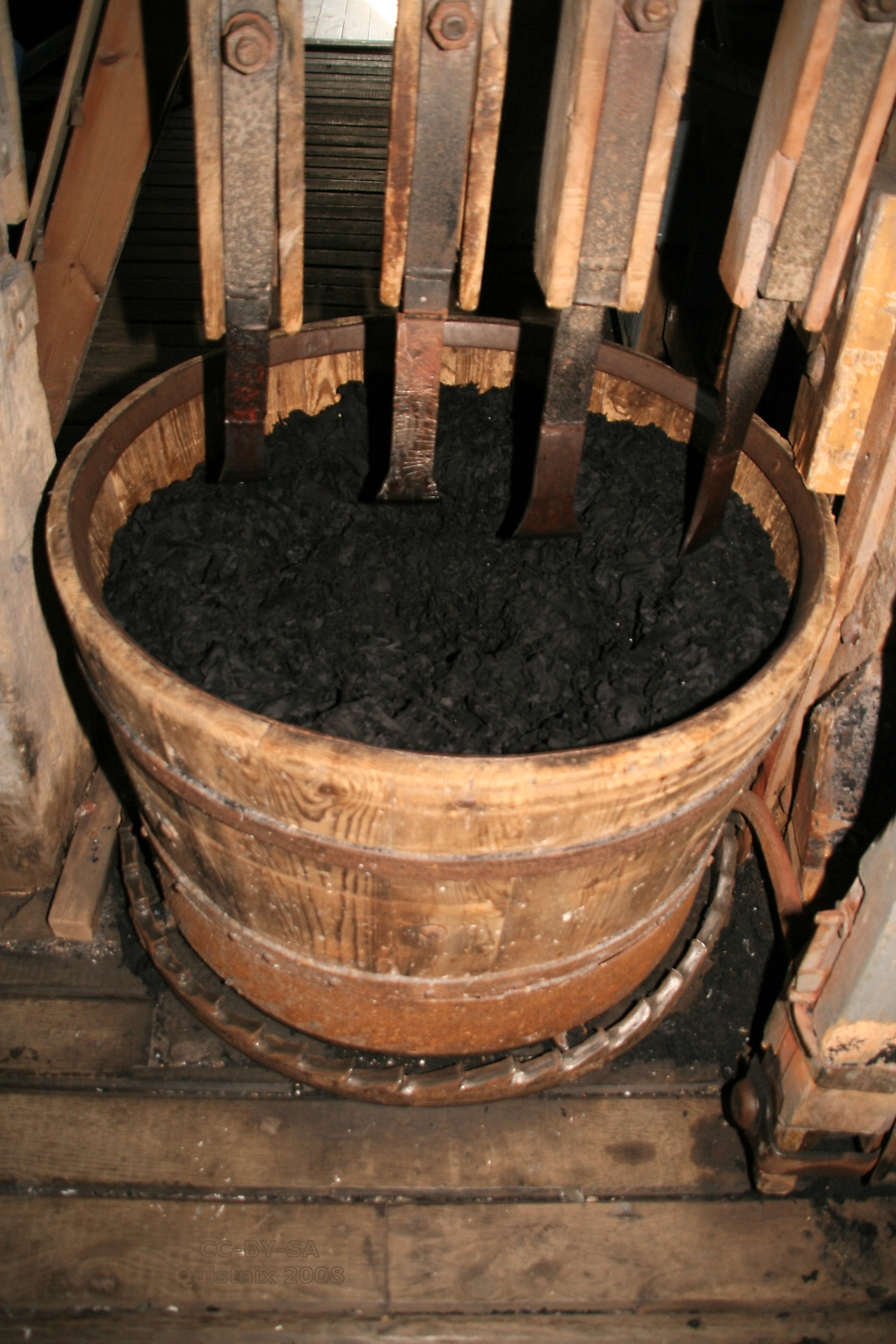
Stamperton
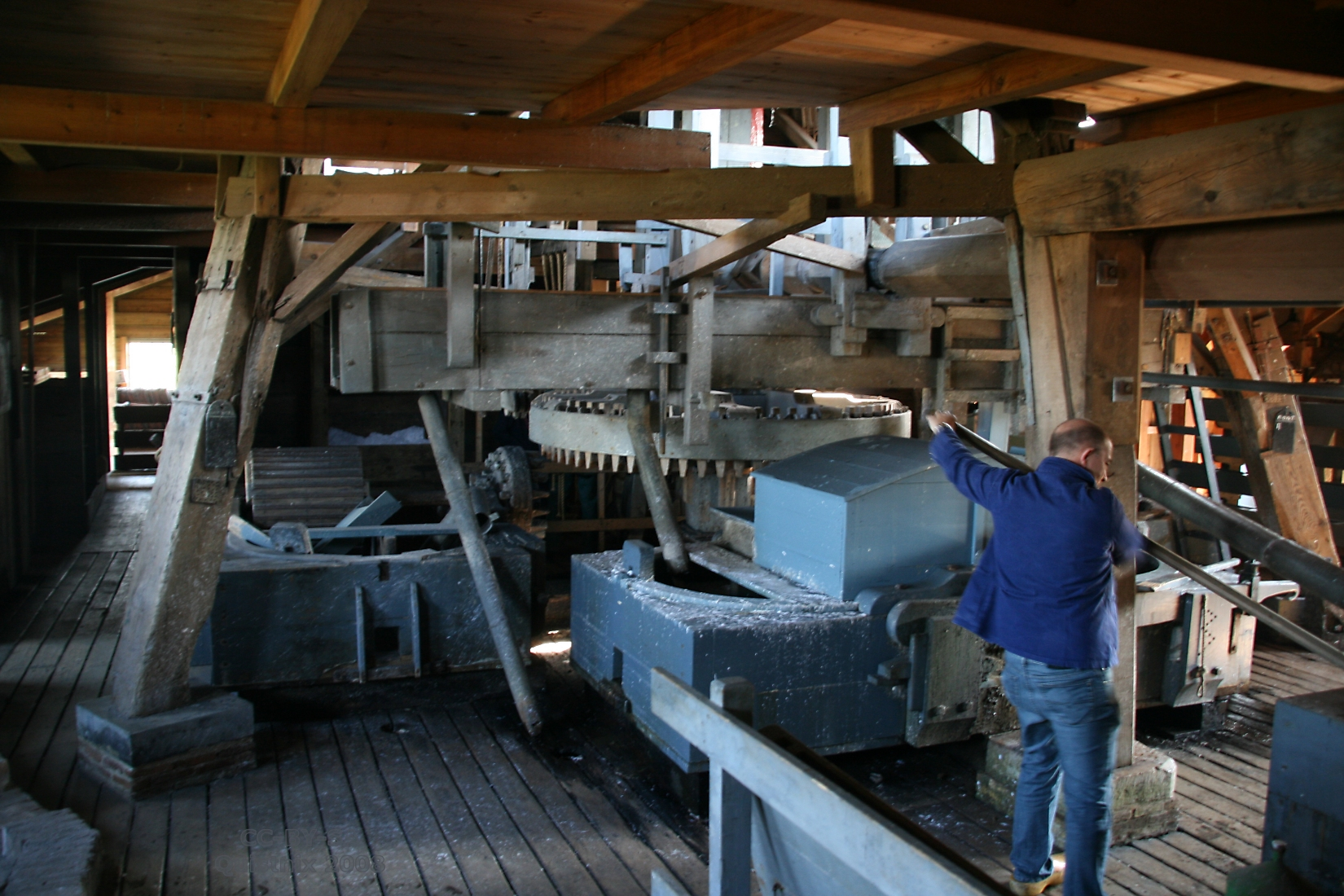
Deel van het binnenwerk met maalbakken
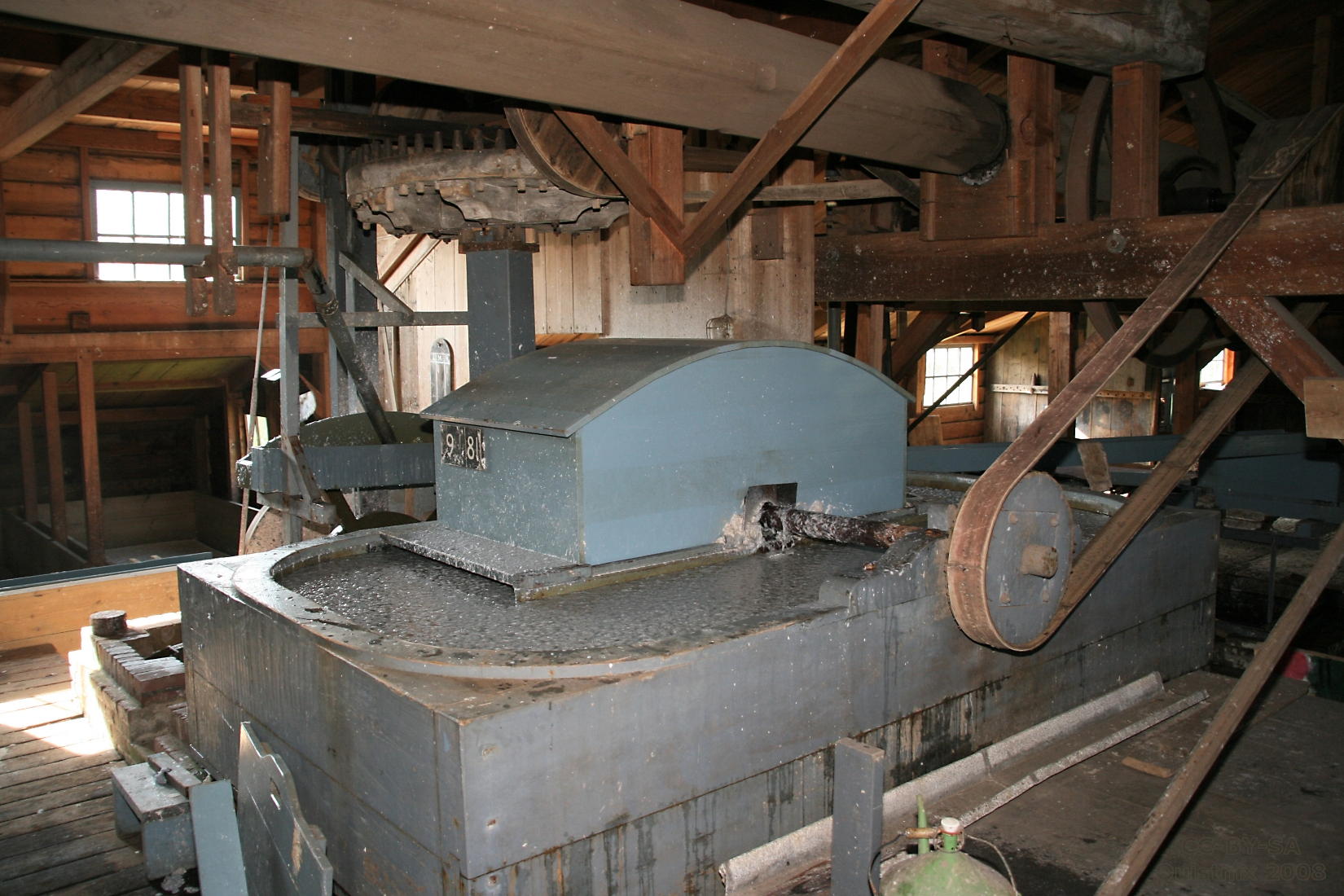
Roerbak
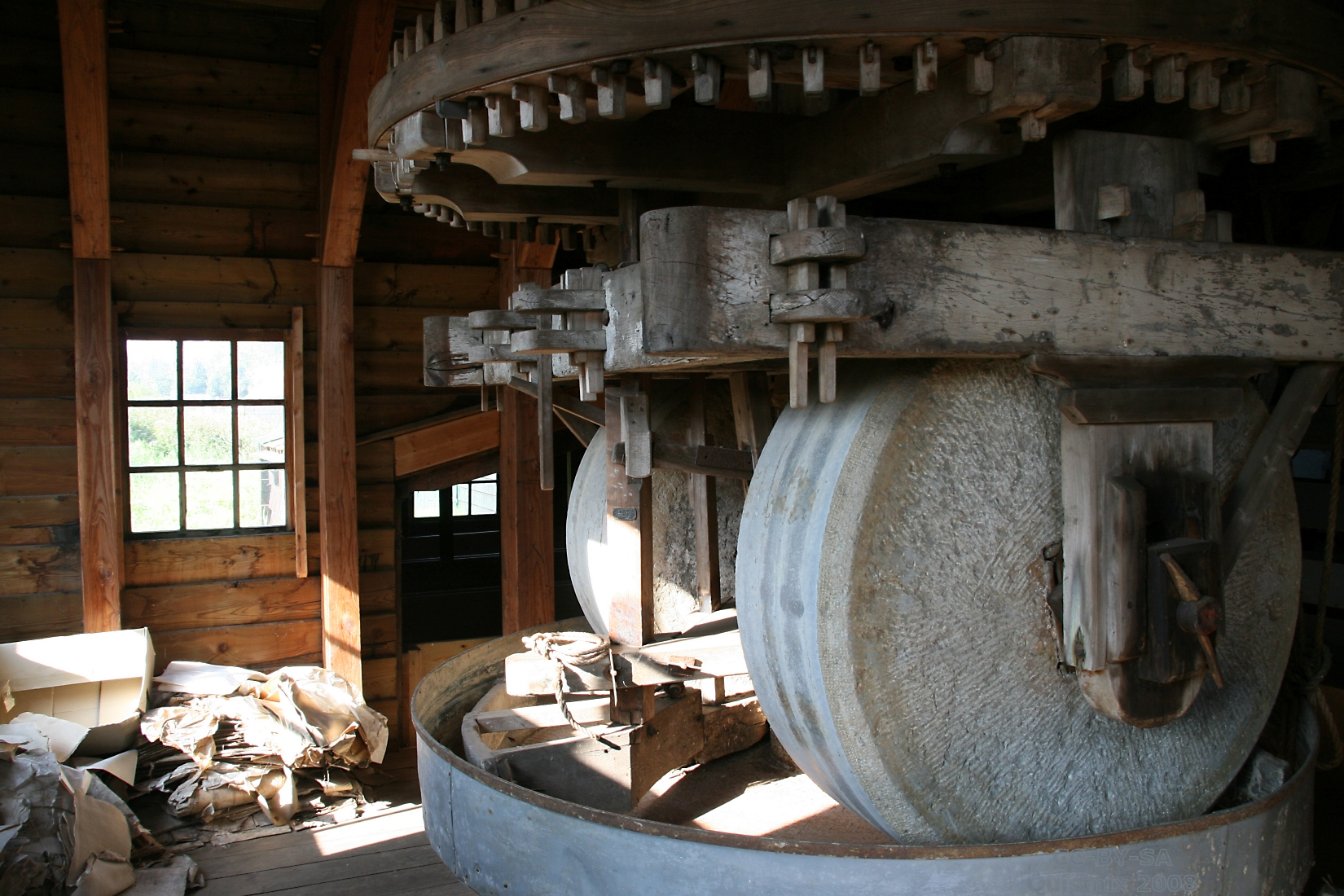
Kantstenen voor papiermalen
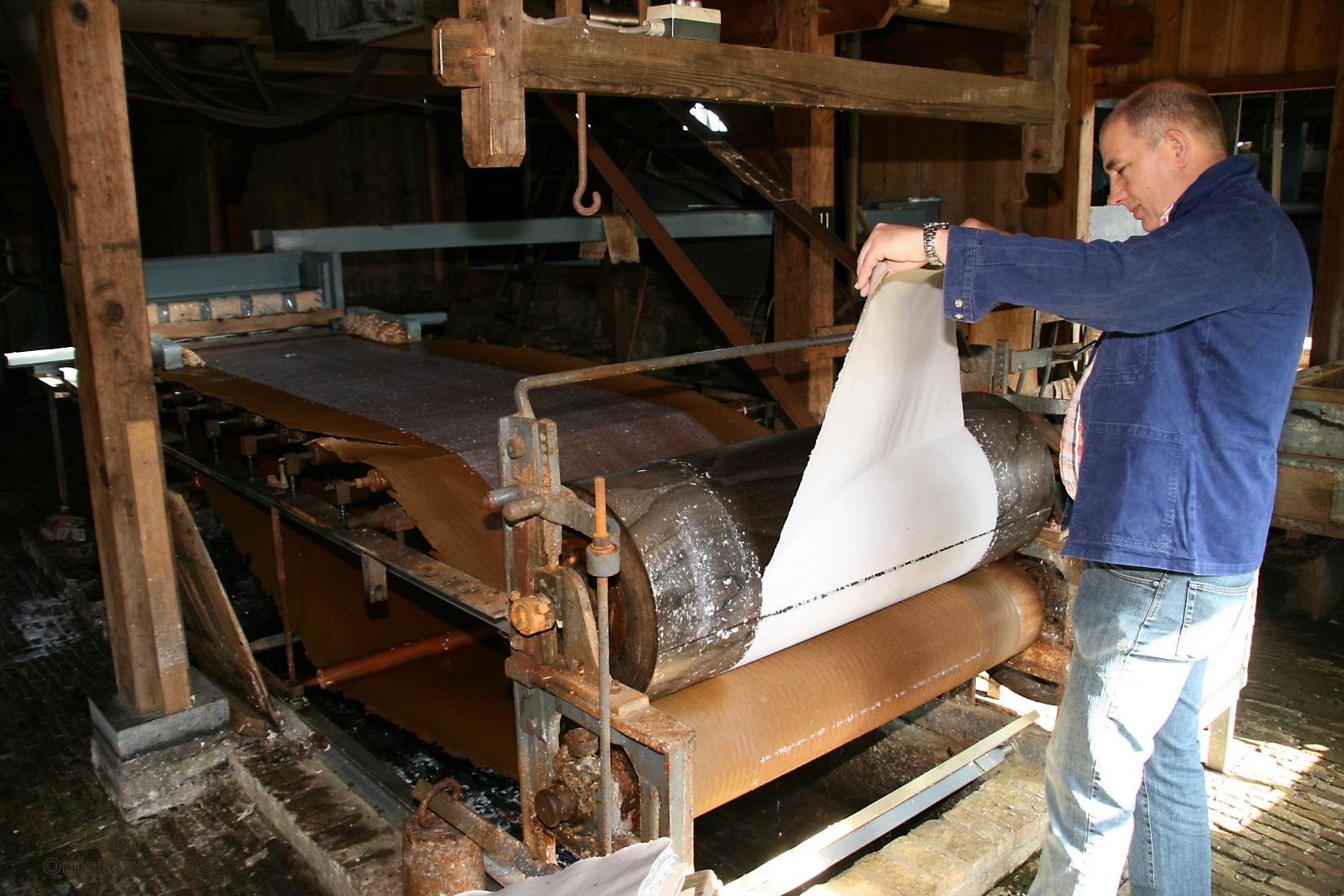
Papiermachine (langzeefmachine)
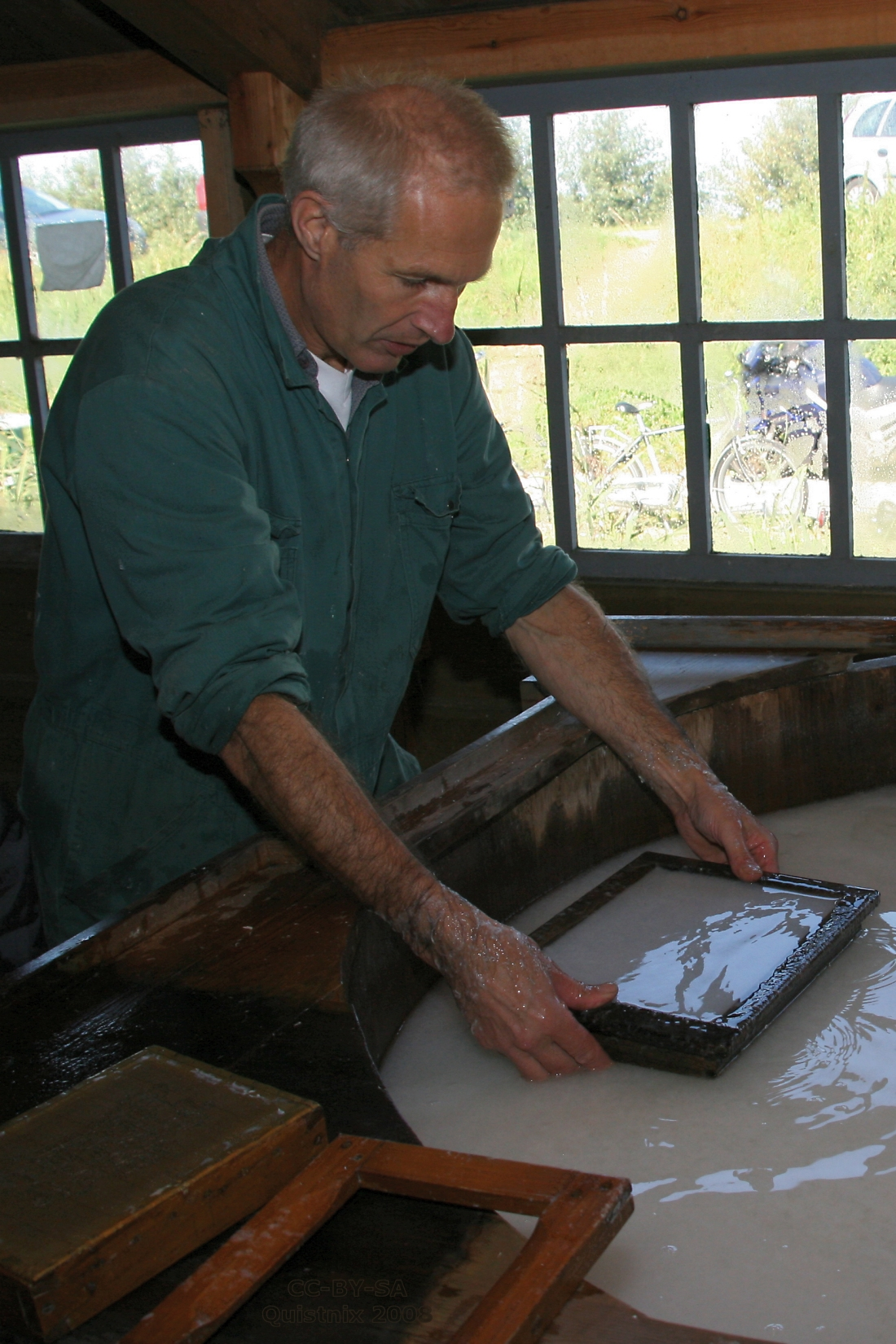
Papier scheppen
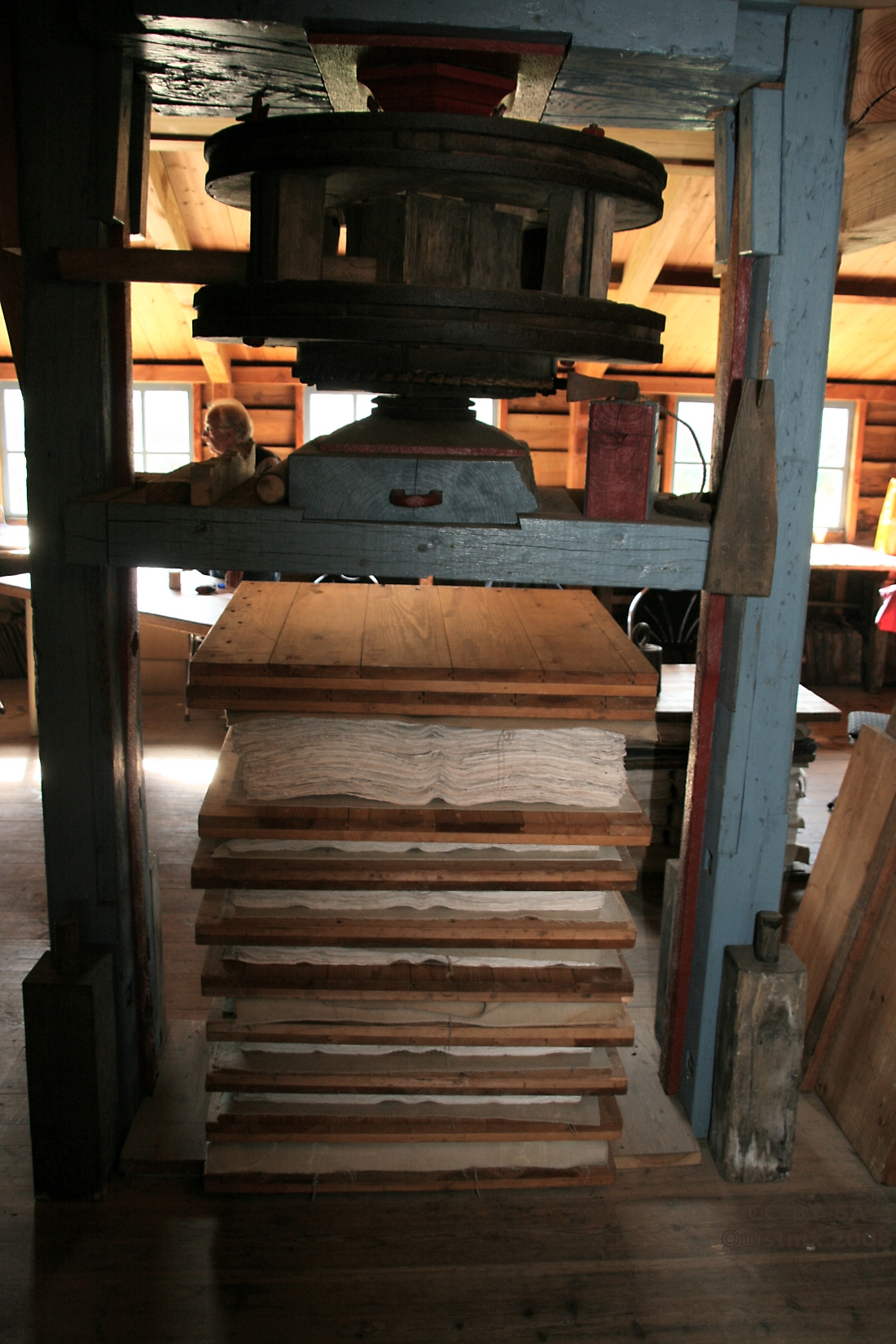
droogpers
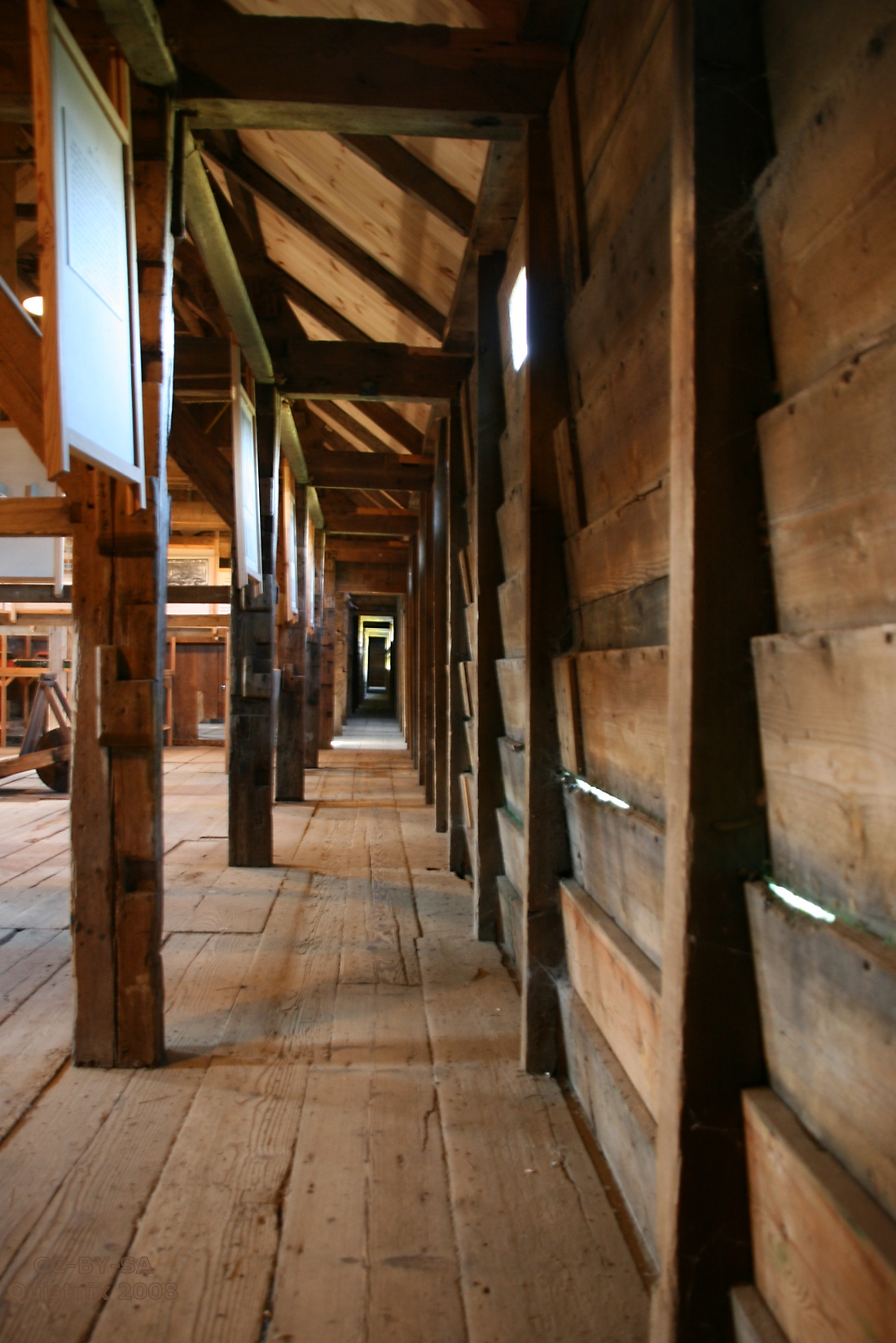
Droogschuur
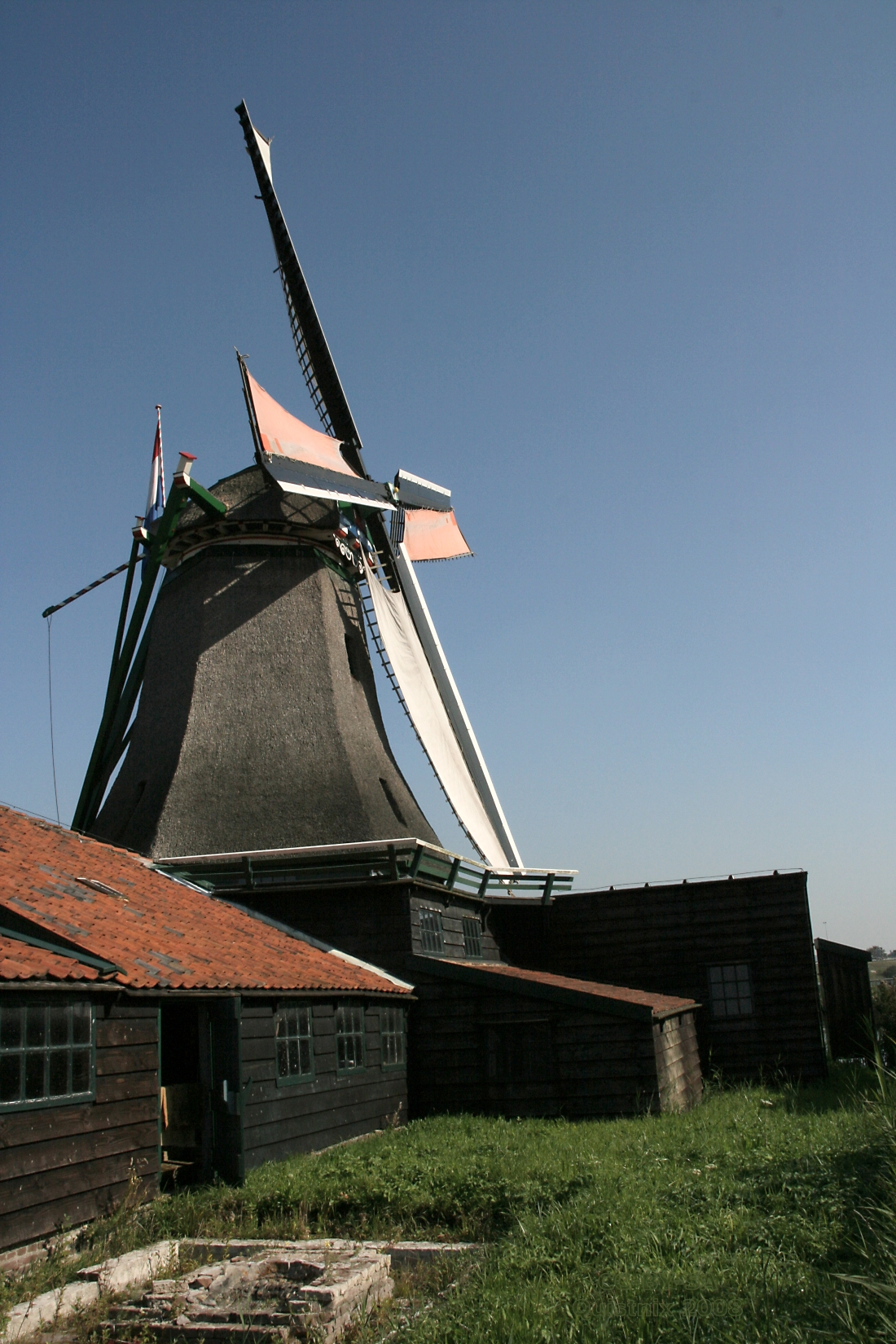
Fundering ketelhuis
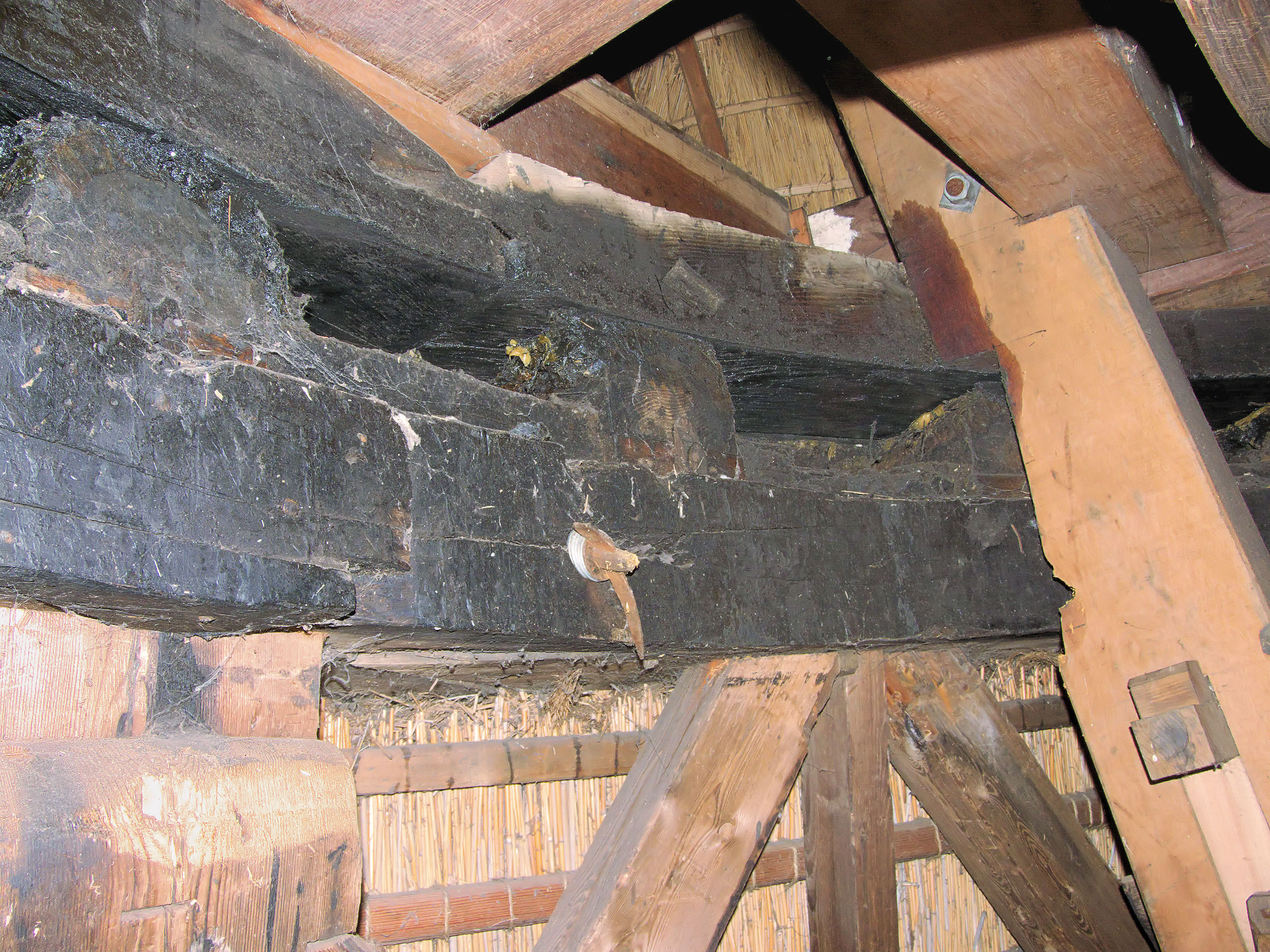
Kruineutenwerk

De Schoolmeester is doorgaans van maandag t/m vrijdag tussen 10:00 en 16:00 en op afspraak te bezoeken.